# La mística de la feminidad
La mística de la feminidad es un libro publicado en 1963 por la teórica y activista feminista Betty Friedan. Es un libro clave del feminismo escrito durante la segunda ola del feminismo (1960-1990).
En la introducción, trata «el malestar que no tiene nombre», que según las investigaciones que realizó Friedan, aquejaba a las mujeres estadounidenses de clase media y que la autora identifica con «la mística de la feminidad». Este libro fue el punto de arranque del feminismo de la década de 1970, marcó el final del interregno y de la mística femenina. Se constató que: 

aunque los derechos políticos se tenían -resumidos en el voto-, los educativos se ejercían , las profesiones se iban ocupando (...)las mujeres no habían conseguido una posición paritaria respecto de los varones.

Friedan describe el período de la década de 1950 en el que el modelo educativo, difundido después de la Segunda Guerra Mundial, se dirigía a que las mujeres decidieran elegir la opción de regresar al hogar, después de haber conquistado el derecho al voto y a la educación y de haber accedido a un empleo. La expresión «mística de la feminidad», según su autora, se emplea para describir un conglomerado de discursos y presupuestos tradicionales acerca de la feminidad que obstaculiza el compromiso intelectual y la participación activa de la mujer en su sociedad.
Sin independencia económica, el modo de vida del ama de casa en ese nuevo hogar tecnificado, produce soledad, depresión y otros cuadros médicos calificados como «típicamente femeninos». Friedan analiza el sistema económico en el que se vende a las mujeres una identidad acorde con la unidad familiar de consumo en que se ha transformado la familia.

No tenía sentido salir a competir en el mercado por un puesto de cualificación media o baja cuando se podía ser su propia jefe. Una "mujer moderna" no sólo tenía a punto su hogar tecnificado, sino que establecía las relaciones por las cuales el marido podía progresar: reuniones, asociaciones, cenas, partys, que hincharan las velas del progreso familiar.

## Sinopsis
El libro comienza con una introducción donde Friedan describe lo que llamó el malestar que no tiene nombre -el descontento generalizado de la mujer en la década de 1950 y principios de 1960. Se analizan las vidas de amas de casa de varios condados de los Estados Unidos, que no estaban contentas a pesar de estar felizmente casadas, tener hijos y una vida con todas las comodidades materiales.

A principios de los 60 Friedan observa el agudizarse de este problema sin nombre, al verificarse lo que define "como un súbito viraje sociológico" (Friedan, 1965: 38), que llevó a las 
mujeres a renunciar a sus carreras, recortando su libertad respecto de la de sus madres y abuelas, y dando lugar a un auténtico baby boom en Estados Unidos.

### Capítulo 1

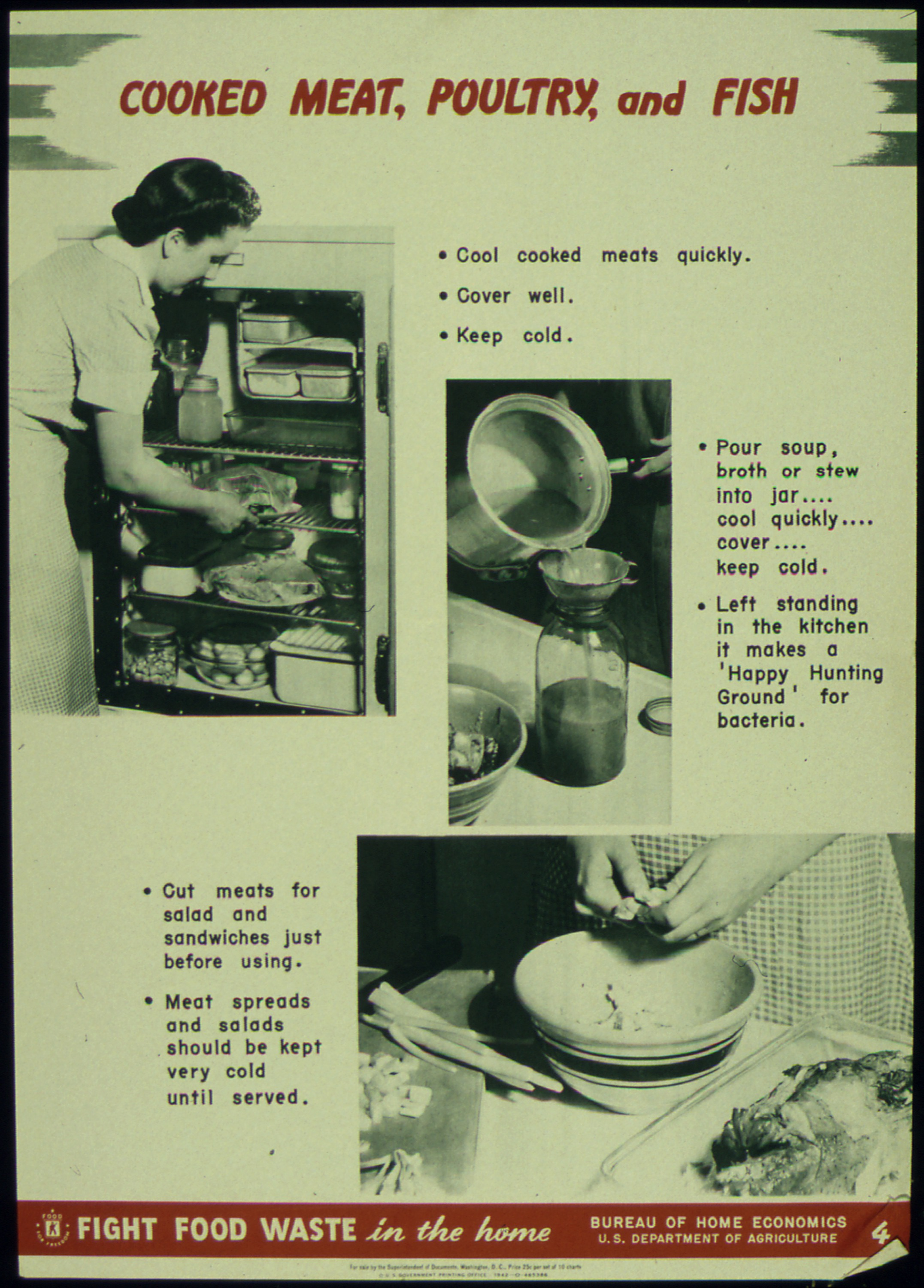
En los hogares tecnificados, las mujeres sufrieron un retroceso en el ejercicio de derechos ya conquistados

Friedan señala que la media de edad a la hora de contraer matrimonio estaba bajando durante la década de 1950 y la tasa de natalidad subiendo, sin embargo, el descontento persistía a pesar de que la cultura estadounidense insistía en que la realización de la mujer estaba en el matrimonio y siendo ama de casa. El capítulo concluye declarando que  ya no se puede seguir negando esa voz que en el interior de la mujer le dice: yo quiero algo más que mi marido, mi casa y mis hijos.

El mensaje central de Betty Friedan fue que “algo” estaba pasando entre las mujeres norteamericanas, ella lo denominó “el problema que no tiene nombre”: las mujeres experimentaban una sensación de vacío al saberse definidas no por lo que se es, sino por las funciones que se ejercen (esposa, madre,ama de casa…). Las mujeres fueron atrapadas por la “mística de la feminidad” y para romper esta trampa y lograr su propia autonomía, deberían incorporarse al mundo del trabajo.

### Capítulo 2
Friedan constata que las decisiones editoriales de revistas femeninas se toman por una mayoría de hombres que insisten en mostrar historias de mujeres felices, amas de casa, o bien de activistas neuróticas e infelices,  creando así la mística femenina-la idea de que la realización natural y propia de la mujer consistía en dedicar su vida a ser amas de casa y madres. Friedan señala la contradicción de estas revistas con las que se publicaron en la década de 1930 en las que con frecuencia aparecían mujeres heroínas, seguras e independientes. 

Las revistas femeninas habían aparecido en la década de los felices veinte y por la extensión y tirada que les conocemos se consolidaron en los años cincuenta. Todas ellas propusieron un modelo de mujer nueva que oponer a la abuela ignorante y caduca. "Antes" y "ahora" se convirtieron en las palabras clave."Antes" las abuelas hacían inconscientemente y por lo general mal una larga serie de cosas, por falta de perfeccionamiento y de oportunidades: no criaban bien a sus hijos, no conocían las buenas reglas de higiene, no sabían que llevar una casa exigía una licenciatura en asuntos domésticos.

### Capítulo 3
Friedan recuerda su propia decisión de cumplir con las expectativas de la sociedad, renunciando a su prometedora carrera en psicología para criar a los hijos, y muestra que otras mujeres jóvenes todavía luchaban contra el mismo tipo de decisión. Muchas mujeres abandonan la escuela para contraer matrimonio, por miedo a que si la mujer espera demasiado o dedica demasiado tiempo a los estudios, no será capaz de atraer a un marido.

Por una parte los varones que regresaron del frente reclamaban sus antiguos empleos, lo que implicaba que las mujeres los desalojaran y volvieran al hogar, bajo el sobreentendido de que lo habían abandonado de modo provisorio por causas de fuerza mayor. Para hacer esto posible el hogar mismo debía renovarse y el papel femenino tradicional adecuarse al nuevo estado de cosas. Mujeres con derechos ciudadanos recientemente adquiridos y una formación elemental o media, en número significativo,debían poder encontrar en el papel de ama de casa un destino confortable.

### Capítulo 4
Friedan analiza las primeras feministas de América y la forma en que lucharon contra el prejuicio de que la función propia de una mujer iba a ser solamente la de ser esposa y madre. La autora señala que se aseguraron los derechos importantes para las mujeres, incluyendo la educación, el derecho de proseguir una carrera, y el derecho a votar. 

De hecho, una de las partes más bellas del libro es aquella en que narra la historia de las primeras feministas y de sus luchas, ahora leídas bajo el extraño estupor de los derechos ya adquiridos, y donde cuestiona todo un conjunto de tópicos muy ligados a sus vidas y personas: esas primeras feministas, nos cuenta, no fueron solteronas ni hambrientas sexuales, sino que "amaron y fueron amadas (...) en una época en que el apasionamiento erótico de la mujer estaba tan prohibido como la inteligencia".

### Capítulo 5
Friedan, que tenía una licenciatura en psicología, critica a Sigmund Freud (cuyas ideas fueron muy influyentes en los Estados Unidos en el momento de la publicación de su libro). La autora señala que Freud vio a las mujeres como menores de edad y como destinadas a ser amas de casa, toda vez que señala que Freud escribió: "Creo que toda acción de reforma de la ley y de la educación se vendría abajo ante el hecho de que, mucho antes de la edad en que un el hombre puede lograr  una posición en la sociedad, la naturaleza ha determinado el destino de la mujer a través de la belleza, el encanto y la dulzura. La ley y la costumbre tienen mucho más que dar de lo que ha restado a las mujeres, pero la posición de la mujer seguramente será lo que es: una querida y adorada amada en la juventud y una esposa amada en los años maduros." Friedan también señala que el concepto no probado de Freud de la "envidia del pene" se habían utilizado para etiquetar como neuróticas a las mujeres que deseaban tener una carrera, así como que la popularidad de la obra e ideas de Freud , elevaron la "mística femenina" de la realización del ama de casa, a una religión "científica " que la mayoría de las mujeres no tenían suficiente estudios para criticar.

Esta "castrante" imagen de lo femenino ha sido en buena medida fomentada por Freud y el psicoanálisis, que ven en la neurosis femenina y en los intentos de autonomía o éxito profesional por parte de las mujeres un síntoma inequívoco de su "envidia del pene", es decir, de su incómoda conciencia de inferioridad respecto del hombre y su consecuente inadecuación a su rol de mujer. Lo revolucionario del libro es que desentraña el mecanismo por el que esta bonita mentira se ha arraigado y mantenido en el imaginario colectivo tanto tiempo y a pesar de sus devastadores efectos sobre toda la familia: una mentira que Friedan ve emerger de las teorías psicoanalíticas pero que persevera e invade todos los ámbitos por obra de un discurso generalizado en la esfera pública y, muy especialmente, por las revistas femeninas de entonces y la publicidad.

### Capítulo 6
Friedan critica el funcionalismo , que trató de hacer que las ciencias sociales fueran más creíbles mediante el estudio de las instituciones de la sociedad como si fueran partes de un cuerpo social, como en la biología. Las instituciones se han estudiado en términos de su función en la sociedad, y las mujeres estaban confinadas a sus funciones sexuales biológicas como amas de casa y madres, por lo que hacerlo de otro modo alteraría el equilibrio social. Friedan señala que este no ha sido probado y que Margaret Mead , una funcionalista prominente, tenía una floreciente carrera como antropóloga.

La mística está basada principalmente en fuentes orales, en entrevistas, colocándose así, por la propia elección metodológica de Friedan, en un camino innovador en los estudios de género y en la historiografía, los cuales han seguido desde entonces utilizando las experiencias directas de las mujeres como fuente principal para el conocimiento de la subjetividad femenina y para el análisis general de los problemas de género en su contexto social.

### Capítulo 7
Friedan discute el cambio en la educación de las mujeres desde 1940 hasta la década de 1960, que en muchas de las escuelas de mujeres se concentró en clases no desafiantes centradas sobre el matrimonio, la familia y otros temas que consideraron oportunos para las mujeres, pues como educadores influidos por el funcionalismo, sentían que demasiada educación echaría a perder la feminidad de la mujer y la capacidad de satisfacción sexual.Friedan dice que este cambio en la educación de las niñas, paralizaba su desarrollo emocional a una edad temprana, porque nunca tuvieron que enfrentar la dolorosa crisis de identidad y la maduración posterior de desafíos que vienen de frente a los adultos.

Sin duda, el punto neurálgico de ese mal se hallaba en la educación de las mujeres, puesto que no disponían de los conocimientos necesarios para autodefinirse a sí mismas como tales. En ese sentido, La mística de la feminidad supuso un excelente manual para asentar la base intelectual que facilitara la apertura de conciencias a una nueva realidad mucho más digna e igualitaria. Asimismo, existía en torno a la feminidad toda una amalgama contaminada de tradicionales y sofisticadas asunciones freudianas que malversaban este ideal estético y moral, del cual urgía que los componentes del « género femenino » se desprendieran. Nadie más que una misma, podía definirse como mujer. Por ello, La mística de la feminidad devino un completo cambio de paradigma porque las mujeres dejaban de ser significadas por otros, esto es, no exclusivamente en relación a los hombres, como esposas, madres, objetos sexuales, sino como personas en la sociedad, y haciéndolo por voluntad propia, siendo el concepto de « condición de personas » de las mujeres toda una revolución.

### Capítulo 8
Friedan señala que las incertidumbres y miedos durante la Segunda Guerra Mundial y la Guerra Fría alejaron a los estadounidenses de las comodidades del hogar, por lo que se trató de crear una vida familiar con el padre idealizado como el sostén de la familia y la madre como el ama de casa. Señala que a esto ayudó el hecho de que muchas de las mujeres que trabajaron durante la guerra, cubriendo los puestos anteriormente ocupados por los hombres, se enfrentaban al despido, la discriminación o la hostilidad, cuando los hombres volvieron y que los educadores culpaban a la sobreeducación y el interés profesional en que se centraban las madres, del desajuste de los soldados en la Segunda Guerra Mundial. Sin embargo, como muestra Friedan, estudios posteriores encontraron que las madres dominantes, y no arribistas, fueron las que criaron niños inadaptados. 

En su obra, Betty Friedan recalcaba la importancia de evitar continuar en ese estado al recordar a las mujeres que debían desprenderse de ese miedo a la libertad, a terminar de crecer, a verse libres de la dependencia pasiva en la que se encontraban, porque, si no procedían de este modo, si no mostraban esfuerzo alguno por llegar a ser todo aquello que estaba latente en su interior, entonces, anularían su propia humanidad.

### Capítulo 9
Friedan muestra que los anunciantes trataron de animar a las amas de casa a pensar en sí mismas como profesionales que necesitan muchos productos especializados con el fin de hacer su trabajo, desalentando al mismo tiempo a las amas de casa de tener carreras reales, ya que eso significaría que no dedicarían su tiempo y esfuerzo en las tareas domésticas y por lo tanto no comprarían tantos productos para el hogar, reduciendo los beneficios de los anunciantes.

En este momento, el ama de casa se ha convertido en un agente económico de vital importancia no sólo por su papel a la hora de abastecer el hogar sino, sobre todo, porque su insatisfacción vital es conocida y aprovechada por los expertos en campañas publicitarias para venderle todo tipo de objetos con los que intenta subsanar su vacío existencial. Al identificar los factores económicos que están detrás del auge de la mística de la feminidad Betty Friedan inaugura una forma de feminismo

### Capítulo 10
Friedan en varias entrevistas a amas de casa a tiempo completo, encontró que a pesar de que no se realizan personalmente en sus tareas domésticas, estaban todas muy ocupadas. Se postula que estas mujeres inconscientemente, dilataban las tareas del hogar para llenar el tiempo disponible, ya que la mística de la feminidad les enseña a las mujeres que este es su papel, y si alguna vez completaran sus tareas, se convertirían en innecesarias.

Las « amas de casa » que se habían dejado seducir por la hipnótica perfección de los barrios residenciales, parecían no percibir su nociva aura, a pesar de los logros conseguidos por el colectivo femenino, la cual las mantenía adheridas al envoltorio ideológico de esa organización política, económica, religiosa y social basada en la autoridad y liderazgo del varón conocida como « sociedad patriarcal » o « bastión de masculinidad » 

### Capítulo 11
Friedan señala que muchas amas de casa han buscado satisfacción en el sexo, incapaces de encontrarla en las tareas del hogar y en los hijos. Friedan señala que el sexo no puede satisfacer todas las necesidades de una persona, y que los intentos para que lo haga tan a menudo conduce a las mujeres casadas a tener relaciones o mantener a distancia a sus maridos a medida que estén obsesionados con el sexo.

### Capítulo 12
Friedan discute el hecho de que muchos niños han perdido interés en la vida o el crecimiento emocional, atribuyendo el cambio a la propia falta de realización de la madre, un efecto secundario de la mística de la feminidad. Cuando la madre carece de autonomía, señala Friedan, a menudo trata de vivir a través de sus hijos, haciendo que los niños pierdan su propio sentido de sí mismos como seres humanos separados con sus propias vidas.

### Capítulo 13
Friedan se refiere a Abraham Maslow y la jerarquía de las necesidades y las notas que las mujeres han quedado atrapadas en el nivel básico, fisiológico, que se espera encontrar su identidad a través de su rol sexual por sí sola. Friedan dice que las mujeres necesitan un trabajo significativo al igual que los hombres para lograr la autorrealización, el nivel más alto en la jerarquía de necesidades.

### Capítulo 14
En el capítulo final de La Mística de la feminidad, Friedan analiza varios estudios de casos de mujeres que han comenzado a ir en contra de la mística femenina. También aboga por un nuevo plan de vida para sus lectoras, incluyendo no ver el trabajo doméstico como una carrera, no tratar de encontrar plena realización a través del matrimonio y la maternidad sola, y encontrar un trabajo significativo que utiliza su capacidad mental completa. Se trata de los conflictos que algunas mujeres puedan encontrar en este viaje de autoactualización, incluyendo sus propios temores y la resistencia de los demás. Para cada conflicto, Friedan ofrece ejemplos de mujeres que la han superado. Friedan termina su libro mediante la promoción de la educación y el trabajo significativo como el último método por el cual las mujeres estadounidenses pueden evitar quedar atrapadas en la mística de la feminidad, llamando a un drástico replanteamiento de lo que significa ser femenina, y ofrece varias sugerencias educativas y ocupacionales.

las mujeres, que en absoluto se identificaban como feministas en una línea genealógica con el feminismo anterior, tuvieron que aprender a identificar y nombrar la opresión.

## Impacto
La Mística de la Feminidad es el punto de arranque del feminismo que despertó en la década de 1970. En la cronología del feminismo, teóricas como Amelia Valcárcel sitúan la obra de Betty Friedan en el período que denominan interregno.

la mística de la feminidad coincidió y fue uno de los momentos normativos de la guerra fría. Dos modelos sociales y políticos, dos modelos femeninos. La realidad era muy otra.La mística de la feminidad estaba produciendo graves trastornos en la población femenina sobre la que se ejercía. La pretendida igualdad soviética funcionaba con un sobreesfuerzo que sólo a las mujeres se exigía, que dejaba intacto el trabajo doméstico y suprimía las libertades públicas.

Friedan puso nombre a la opresión que en épocas anteriores se había conocido con diversos nombres pero que no se recordaban por el "olvido histórico". Su importancia está en que facilitó a miles de amas de casa de diversos países, los medios para identificar su situación de malestar no solo personal sino, colectiva.

## Recepción de la crítica
Inmediatamente después de su publicación, La mística de la feminidad fue objeto de críticas. Un número significativo de mujeres respondió con enojo al libro, que sentían que implicaba que las esposas y madres nunca podrían sentirse realizadas. Jessica Weiss citó en su artículo: «Si las madres (o amas de casa, como nos llaman) siguieran este consejo, ¿qué sería de nuestros hijos? O mejor aún, del futuro del mundo».
Una de las críticas al libro era la analogía de las amas de casa con las víctimas de los campos de concentración nazis. Aunque Friedan reconoce que la comparación fue arriesgada, y está de acuerdo en que «la casa suburbana no es un campo de concentración» y que «las amas de casa no están de camino a la cámara de gas», insiste en que el trabajo de ama de casa y las comodidades suburbanas siguen siendo una especie de «trampa» de la que una mujer no debe escapar, al igual que el prisionero debe escapar del campo, para recuperar su libertad y el sentido perdido de sí mismas. Reconoció que la comparación fue errónea.
Además, Friedan ha sido criticada por centrarse únicamente en la difícil situación de las mujeres blancas de clase media y no prestar suficiente atención a las diferentes situaciones que enfrentan las mujeres en situaciones económicas menos estables o las mujeres de otras razas. En el contexto de su libro, Friedan deja en claro que las mujeres que ella veía como víctimas del sexismo eran mujeres blancas con educación universitaria.